# Als het om de liefde gaat
Als het om de liefde gaat is een single van Sandra & Andres.

## Achtergrond
Het was een van de drie liedjes die het duo zong tijdens het Nationaal Songfestival 1972. De andere twee waren Oude zigeuner, dat B-kant werd van de single, en Lang niet zo fijn. Alle drie de liedjes waren afkomstig van Hans van Hemert en Dries Holten (Andres). Als het om de liefde gaat werd vierde op het Eurovisiesongfestival 1972. Ze werden daar begeleid door het orkest onder leiding van Harry van Hoof, tevens arrangeur en opvolger van Dolf van der Linden.
Als het om de liefde gaat en Dzjing boem! te-ra-ta-ta waren de enige singles van het duo die Nederlands als voertaal hadden. Voor het overige verschenen liedjes in het Engels en Frans.
Als het om de liefde gaat verscheen als single tevens in het Engels onder de titel What do I do met Old gypsy als B-kant.
Als het om de liefde gaat is ook een lp van Sandra & Andres. Het album bevat de drie inzendingen en bestaat uit een Nederlandstalige plaatkant en een Engelstalige (met andere liedjes).
Naast de Nederlandse en Engelse versie verscheen het lied in andere talen:
- C’est pour demain (Frans)
- Was soll ich tun? (Duits)
- Näin käydä voi (Fins)
- André Moss speelde een instrumentale versie

Een promotiefilmpje werd geschoten op onder meer het Begijnhof en de bloemenmarkt aan de Singel in Amsterdam.

## Hitnotering
De jaren hiervoor verschenen Nederlandse inzendingen voor het Eurovisiesongfestival nauwelijks in de Nederlandse, laat staan Belgische hitparades. Bij deze single was er meer succes.

### Nederlandse Top 40
Deze voormalige Alarmschijf werd van de eerste plaats afgehouden door The Sweet met Poppa Joe, Slade met Look wot you dun en Middle of the Road met The talk of all the U.S.A.
| Positie: | 13 | 5 | 3 | 3 | 3 | 3 | 8 | 14 | 27 | 40 | uit |

### NederlandseDaverende 30
Het werd van de eerste plaats afgehouden door The Sweet met Poppa Joe en Slade met Look wot you dun.
| Positie: | 16 | 7 | 3 | 3 | 4 | 5 | 6 | 11 | 16 | uit |

### BelgischeBRT Top 30
| Positie: | 27 | 24 | 16 | 7 | 10 | 11 | 13 | 10 | 14 | uit |

### VlaamseUltratop 30
| Positie: | 25 | 15 | 12 | 8 | 7 | 8 | 8 | 8 | 11 | 19 | 27 | 30 | uit |

1956: De vogels van Holland / Voorgoed voorbij · 1957: Net als toen · 1958: Heel de wereld · 1959: 'n Beetje · 1960: Wat een geluk · 1961: Wat een dag · 1962: Katinka · 1963: Een speeldoos · 1964: Jij bent mijn leven · 1965: 't Is genoeg · 1966: Fernando en Filippo · 1967: Ring-dinge-ding · 1968: Morgen · 1969: De troubadour · 1970: Waterman · 1971: Tijd · 1972: Als het om de liefde gaat · 1973: De oude muzikant · 1974: Ik zie een ster · 1975: Ding-a-dong · 1976: The party's over · 1977: De mallemolen · 1978: 't Is O.K. · 1979: Colorado · 1980: Amsterdam · 1981: Het is een wonder · 1982: Jij en ik · 1983: Sing me a song · 1984: Ik hou van jou · 1986: Alles heeft ritme · 1987: Rechtop in de wind · 1988: Shangri-la · 1989: Blijf zoals je bent · 1990: Ik wil alles met je delen · 1992: Wijs me de weg · 1993: Vrede · 1994: Waar is de zon · 1996: De eerste keer · 1997: Niemand heeft nog tijd · 1998: Hemel en aarde · 1999: One good reason · 2000: No goodbyes · 2001: Out on my own · 2003: One more night · 2004: Without you · 2005: My impossible dream · 2006: Amambanda · 2007: On top of the world · 2008: Your heart belongs to me · 2009: Shine · 2010: Ik ben verliefd (sha-la-lie) · 2011: Never alone · 2012: You and me · 2013: Birds · 2014: Calm after the storm · 2015: Walk along · 2016: Slow down · 2017: Lights and shadows · 2018: Outlaw in 'em · 2019: Arcade · 2020: Grow · 2021: Birth of a new age · 2022: De diepte · 2023: Burning daylight · 2024: Europapa
Sandra Reemer

Al di là · Stille nacht, heilige nacht · 'k Zweef aan m'n ballonnetje · Gloria, gloria · Sluimer zacht · Singapura · Hoe leit dit kindeke · Mijn gitaar · Kopi susu · Als jij maar wacht · Een bos rozen · Heimwee · Mijn concert · Teddy song · Jij vergeet · Since you have gone · (I've got) A love like a rainbow · Simon Zealotes · Love me, honey · The party's over · Trust in me · This is your heartbeat · How little we know · Colorado · Nothing's gonna change · It hurts to be in love · America here I come · Indonesia · Get it on · Rien ne va plus · Fly like an angel · Gold · All out of love · Sleep with me tonight · Laughter in the rain · Goodnight, sweetheart, goodnight · Smoke gets in your eyes · La colegiala · For your love · He was the one · Love is cruel · Domenica · The last goodbye · Mensen zoals jij · Kom naar me toe · Alles wat ik wil · Een boom voor het leven · De mooiste droom is vogelvrij
Sandra en Andres

Storybook children · Somethin' in my heart · For the first time in my life · Reach for the moon · Let us pray together · Love is all around · Those words · Que je t'aime · Mary Madonna · Als het om de liefde gaat · Mama mia · Auntie · Aime-moi · Dzjing boem! · True love · You believed · Oh, nous sommes très amoureux
Dutch Divas

Work that body · From New York to L.A.